# Konrad Birkholz

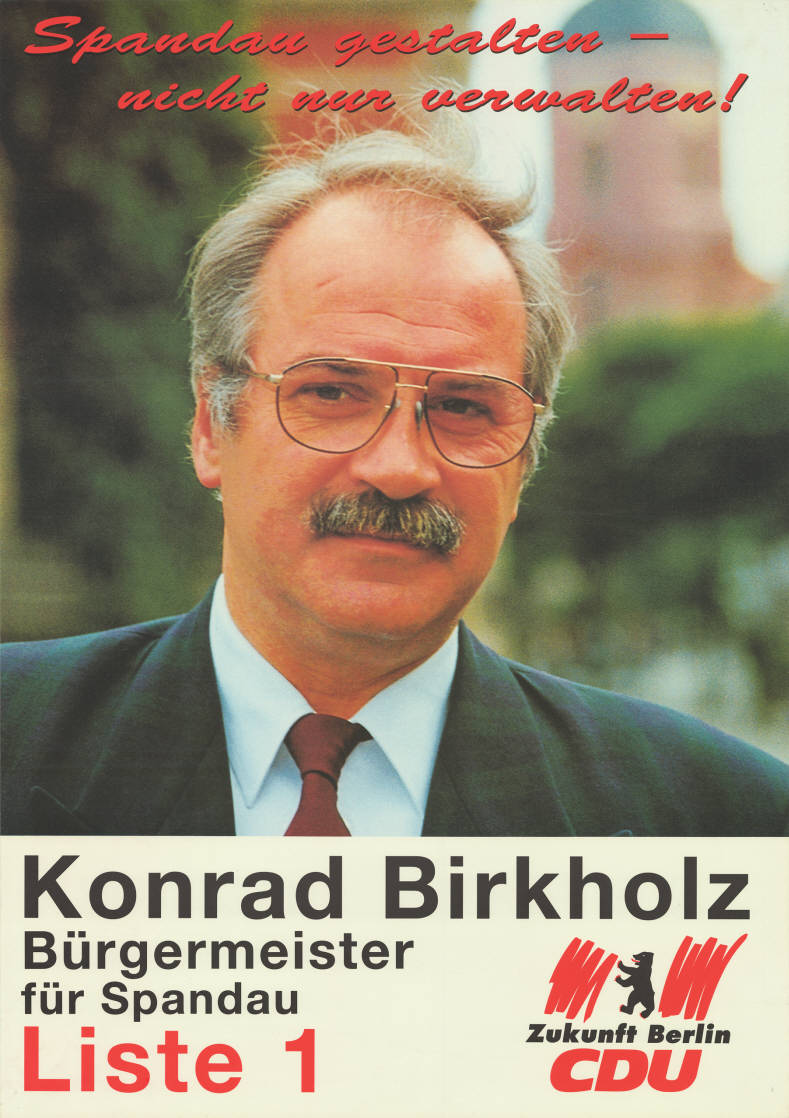
Wahlplakat zur Bezirksverordnetenwahl in Berlin, 1995

Konrad Birkholz (* 3. Februar 1948 in Berlin; † 17. März 2015 in Berlin) war ein deutscher Politiker (CDU). Er war von 1995 bis 2011 Bezirksbürgermeister des Bezirks Spandau und seit 2014 Stadtältester von Berlin.

## Leben
Konrad Birkholz wuchs in Spandau auf, wo er zum Abschluss seines Schulbesuches das Abitur ablegte. Nach einer Ausbildung in der Berliner Verwaltung studierte er Sozialpädagogik und widmete sich später als Sozialpädagoge der Jugendarbeit. Zudem war er als Bewährungshelfer tätig.

## Politik

### Mitgliedschaften und Funktionen
Birkholz trat 1965 der Jungen Union bei und wurde 1966 Mitglied des CDU-Kreisverbandes Spandau. Er widmete sich vor allem der Sozialpolitik und engagierte sich in der Christlich-Demokratischen Arbeitnehmerschaft (CDA), dem Arbeitnehmerflügel der Union.
Im Jahr 1979 wurde Birkholz in die Bezirksverordnetenversammlung des Bezirks Spandau gewählt und übernahm bereits kurze Zeit später das Amt des stellvertretenden Fraktionsvorsitzenden der CDU.
Von 1989 bis zu seinem Tod war Birkholz Vorsitzender des CDU-Ortsverbandes Kladow, zwischen 1990 und 1995 Kreisvorsitzender der CDU Spandau.
Birkholz wurde 1991 zum stellvertretenden Bezirksverordnetenvorsteher gewählt. Nachdem die in Spandau regierende SPD 1992 eine Zählgemeinschaft mit der CDU eingehen musste, übernahm er das Amt des Bezirksstadtrats für Wirtschaft und Finanzen sowie den Posten des stellvertretenden Bezirksbürgermeisters. Nach den Berliner Wahlen 1995 verlor die SPD unter Sigurd Hauff die Mehrheit in Spandau, woraufhin Birkholz schließlich zum neuen Bezirksbürgermeister gewählt wurde. Aus Altersgründen trat er bei den Wahlen 2011 nicht mehr an und war inzwischen der dienstälteste Bürgermeister Berlins und hat zudem auch den Amtsrekord seines Vorgängers Werner Salomon gebrochen. Mit der Wahl seines Nachfolgers Helmut Kleebank schied er schließlich am 2. November 2011 nach 16 Dienstjahren aus dem Amt.
Seit dem 28. Februar 2009 war Birkholz Ehrenvorsitzender der CDU Spandau.

### Intrige um Kulturstadtrat (2010–2012)
Im Februar 2010 wurden Ermittlungen gegen den CDU-Politiker und Spandauer Kulturstadtrat Gerhard Hanke wegen des Verdachts der Bestechlichkeit und der Untreue eingeleitet, die auch zur Durchsuchung dessen Wohnung und Diensträume führten. Hanke wurde zur Last gelegt, eine private Feier in den Räumen der ihm unterstellten Spandauer Zitadelle vom Pächter zu Sonderkonditionen in Anspruch genommen zu haben. Im Gegenzug soll der Pächter im Nachgang weitere Nutzungsfläche erhalten haben, ohne eine höhere Pacht zu entrichten.
Bereits kurz nach Beginn der Ermittlungen wurde gemutmaßt, dass es sich bei den anonymen Hinweisen, die zur Strafanzeige gegen Hanke führten, um eine Intrige aus CDU-Reihen gehandelt haben soll, um Hankes Kandidatur als Bezirksbürgermeister bei den Wahlen am 18. September 2011 zu verhindern. Auf Weisung von Birkholz ließ Hanke daraufhin seine Zuständigkeit für die Fachbereiche Kultur und Sport ruhen.
Die Ermittlungen stellten sich schließlich als haltlos heraus und wurden im Juli 2011 durch die Staatsanwaltschaft eingestellt. Birkholz führte jedoch ein förmliches Disziplinarverfahren, das beamtenrechtlich während der laufenden staatsanwaltschaftlichen Ermittlungen ruhte, weiter und verweigerte Hanke die vollständige Rückkehr ins Amt.
Seit jener Zeit galt das Verhältnis zwischen den Politikern als zerrüttet. Auch die Basis der CDU Spandau reagierte im Wahljahr mit großem Unverständnis.
Aufgrund des laufenden Disziplinarverfahrens zog Hanke seine beabsichtigte Kandidatur zurück, woraufhin Baustadtrat Carsten-Michael Röding durch den Kreisparteitag als Bürgermeisterkandidat aufgestellt wurde. Nach den Wahlen im September 2011 bildete die SPD jedoch eine neue Zählgemeinschaft, die letztlich dazu führte, dass der SPD-Politiker Helmut Kleebank zum neuen Bezirksbürgermeister gewählt wurde. Hanke blieb aber für die CDU Bezirksamtsmitglied und übernahm die Fachbereiche Jugend, Bildung, Kultur und Sport.
Nachdem im November 2012 erneute Gerüchte wegen des eingestellten Verfahrens gegen Hanke aufkamen, die u. a. durch Birkholz gestreut worden sein sollen, erstattete Hanke gegen diesen Strafanzeige wegen des Verdachts der falschen Verdächtigung. Letztlich wurden sämtliche gegen Hanke gerichteten Verfahren endgültig eingestellt.

## Gesellschaftliches Wirken

### Beziehung zu den Britischen Streitkräften
Obwohl seine Amtszeit als Bezirksbürgermeister in die Zeit nach dem Abzug der Alliierten fiel, setzte er sich verstärkt für die weitere Festigung der entstandenen Freundschaft zwischen den Spandauern und den ehemals im Bezirk stationierten britischen Soldaten ein. Hierbei nutzte er zahlreiche Kontakte und setzte schließlich auch die Enthüllung eines Gedenksteins auf dem Gelände der ehemaligen Smuts Barracks im Ortsteil Wilhelmstadt ein, der seit 2006 an die dort ehemals stationierten Einheiten der Royal Engineers erinnert.
Birkholz war als Altbürgermeister ebenfalls zugegen, als im September 2014 den früheren Angehörigen der 248 German Security Unit eine Ehrentafel in Spandau-Wilhelmstadt gewidmet wurde.

### Dorfschulze
Mit seinem Selbstverständnis als „Diener des Bürgers“, bezeichnete sich Birkholz in seiner Rolle als Bürgermeister selbstironisch oft als Dorfschulze und spielte somit auf die historische Bezeichnung eines Verwaltungschefs im Mittelalter an.

### Spandauer Flagge
Konrad Birkholz ließ als Bezirksbürgermeister, entgegen der Verordnung über die Beflaggung öffentlicher Gebäude des Landes Berlin, auf dem Dach des Rathauses Spandau die Berliner Landesflagge einholen und die Spandauer hissen. In dieser Sache setzte er sich auch über eine wiederholte Weisung des Regierenden Bürgermeisters Eberhard Diepgen hinweg, der Birkholz später gewähren ließ.
Seitdem ist das Spandauer Rathaus das einzige Verwaltungsgebäude eines Bezirks, auf dessen Dach eine Bezirksflagge gehisst ist.

## Privates

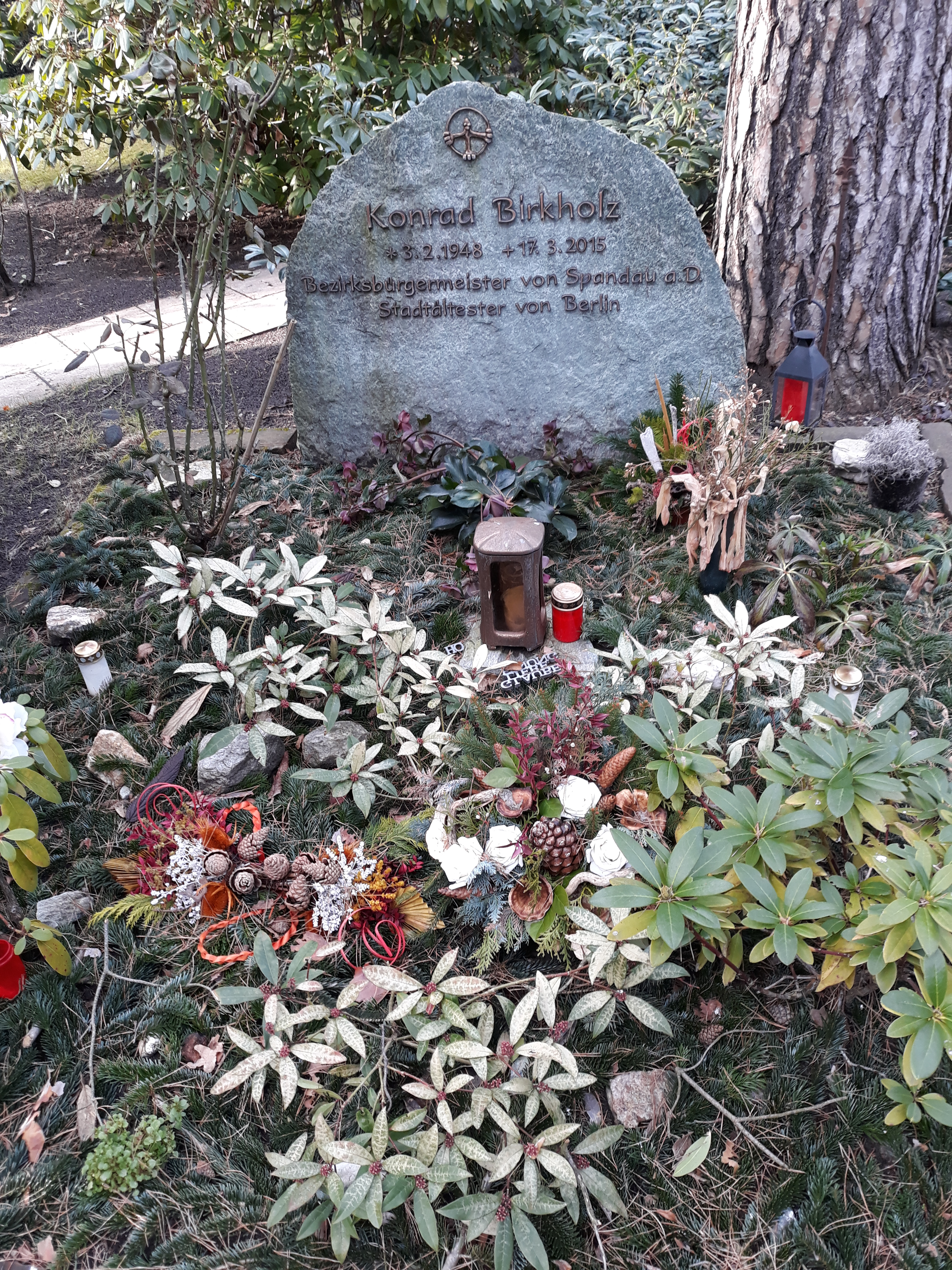
Das Grab von Konrad Birkholz auf dem Friedhof In den Kisseln in Berlin

Konrad Birkholz war leidenschaftlicher Sammler von Teddybären und ein bekennender Träger von Querbindern, die letztlich zu seinem Markenzeichen wurden.
Am 8. Dezember 2014 zeichnete ihn der Regierende Bürgermeister Klaus Wowereit mit der Stadtältestenwürde aus. Nur wenige Monate später, am 17. März 2015, starb Birkholz im Alter von 67 Jahren nach schwerer Krankheit.
Er war getrennt lebend und Vater zweier Kinder. Sein Grab befindet sich auf dem Bürgermeisterfeld des Spandauer Friedhofs In den Kisseln.

## Auszeichnungen
- Stadtältester von Berlin (2014)
- Am 17. März 2025 erhält eine bis dato namenlose Grünfläche am Kladower Damm Ecke Ritterfelddamm in Spandau den Namen Konrad-Birkholz-Platz. Dazu heißt es laut Bezirksamt, die Benennung setze ein „würdiges Zeichen des Gedenkens“ und unterstreiche „die Bedeutung des Berliner Stadtältesten Konrad Birkholz“.[5]